# Batrachorhina mediomaculata
Batrachorhina mediomaculata là một loài bọ cánh cứng trong họ Cerambycidae.